# Aldingbourne
Aldingbourne est un village et une paroisse civile anglaise située dans le district d'Arun et le comté du Sussex de l'Ouest.
Aldingbourne compte une population de 3 819 habitants (au recensement de 2011). Il est situé à 8 km au nord de Bognor Regis et 10 km à l'est de Chichester. La paroisse civile comprend les villages d'Aldingbourne, Westergate, Norton, Nyton, Woodgate et Lidsey.